# كريس نام
كريس نام (هانغل: 남문기) هو سياسي كوري جنوبي، ولد في 20 يونيو 1954 في محافظة ويسونغ في كوريا الجنوبية. حزبياً، نشط في حزب كوريا الحرية.